# 组织蛋白酶T
组织蛋白酶T（EC 3.4.22.24）是一种酶。该酶催化以下化学反应：酪氨酸转氨酶三种形式的相互转化。
这种酶可降解偶氮酪蛋白和变性血红蛋白。